# 노영하의 바둑이야기
노영하의 바둑 이야기는 대한민국에서 iTV 경인방송에서 방송된 바둑 강좌 프로그램이다.

## 해설자
- 노영하 九단 - 바둑 해설가, (前 KBS 바둑왕전 및 KBS 바둑해설위원)

## 같이 보기
- KBS 바둑왕전 (KBS)
- EBS 바둑교실 (종영) (EBS 1TV)